# Чернятино (Тульская область)
Чернятино — деревня в Тульской области России.
В рамках административно-территориального устройства является центром Чернятинского сельского округа Ефремовского района, в рамках организации местного самоуправления входит в муниципальное образование город Ефремов со статусом городского округа.

## География
Расположена на левом берегу р. Красивая Меча (приток Дона), у северо-восточной окраины города Ефремов.

## Население
| 2002 | 2004 | 2010 |
| ---- | ---- | ---- |
| 918  | ↗971 | ↘837 |